# With Hoops of Steel
Pour plus de détails, voir Fiche technique et Distribution.
With Hoops of Steel est un western américain réalisé par Eliot Howe, sorti en 1918.

## Fiche technique
- Réalisation : Eliot Howe
- Scénario : Thomas J. Geraghty d'après un roman de Florence Finch Kelly[1]
- Photographie : Robert Newhard
- Production : 	Paralta Plays
- Distributeur : Hodkinson Pictures
- Durée : 50 minutes
- Date de sortie :
  - USA : 29 avril 1918

## Distribution
- Henry B. Walthall : Emerson Mead
- William De Vaull : Jim Harlin
- Mary Charleson : Marguerite Delance
- Joseph J. Dowling : Col. Whittaker
- Howard Crampton : Pierre Delarue
- Roy Laidlaw : Albert Wellesley
- Jack Standing : Paul Delarue
- Clifford Alexander : Will Whittaker
- Anna Mae Walthall : Amanda Garcia